# Queen Kamati
Queen Omagano Kamati (* 3. Oktober im 20. Jahrhundert) ist eine namibische Politikerin der SWAPO und seit dem 1. Dezember 2023 Bürgermeisterin der Hauptstadt Windhoek.

## Lebensweg
Kamati wurde in Omukondo-Ongozi im Wahlkreis Okahao geboren und wuchs in Ogongo und Oshakati im Norden des Landes auf. Sie erreichte den Abschluss Bachelor of Business Management Honours mit Auszeichnung, einen Bachelor in Marketing sowie ein Diplom in Marketing und Verkauf der Namibia University of Science and Technology (NUST).
2006 schloss sie sich der SWAPO Youth League, dem Jugendflüge der SWAPO an. Als Gewerkschafter war Kamati  ab 2018 Vertreterin der National Union of Namibian Workers (NUNW) im Wahlkreis John Alfons Pandeni. Queen Kamati zeichnete als verantwortliche Organisatorin von drei Geburtstagen des Gründungsstaaspräsidenten Sam Nujoma unter dem Dach der Sam Nujoma Foundation verantwortlich.
Seit dem Jahr 2020 dient Kamati als Abgeordnete der Windhoeker Stadtverwaltung.